# Oslos sporveje
Oslos sporveje (Trikken i Oslo) er et sporvejsnet, der sammen med T-banen og NSB's tog udgør den skinnegående kollektive trafik i Oslo og Bærum. Sporvejene ejes af det kommunalt ejede Sporveien, mens driften varetages af datterselskabet Sporveien Trikken på vegne af trafikselskabet Ruter med sporvogne ejet af Oslo Vognselskap.
Sporvejene består af seks linjer, der betjenes af 72 sporvogne. I 2013 transporterede de 49 mio. passagerer, svarende til 16 % af det samlede passagertal hos Ruter..

## Linjer
Pr. 2020 findes der seks forskellige linjer:
- 11 (Lysegrøn): Majorstuen–Homansbyen–Jernbanetorget-Grünerløkka-Torshov–Storo–Disen–Kjelsås
- 12 (Lilla): Majorstuen–Frogner–Aker Brygge–Jernbanetorget–Grünerløkka–Torshov–Storo–Disen–Kjelsås
- 13 (Mørkegrøn): (Bekkestua–)Lilleaker–Skøyen–Nationaltheatret-Bjørvika-Holtet-Ljabru
- 17 (Rød): Rikshospitalet–Ullevål–Stortorvet–Jernbanetorget-Carl Berners plass–Sinsen–Grefsen
- 18 (Gul): Rikshospitalet–Ullevål–Stortorvet–Jernbanetorget–Grünerløkka-Torshov–Storo–Grefsen
- 19 (Orange): (Majorstuen–Briskeby–)Nationaltheateret-Bjørvika-Sinsen-Grefsen

I dagtimerne er der normalt 10 minutters drift på alle linjer mandag-lørdag og 15 minutters drift om søndagen, mens der er 20 minutters drift om aftenen. På strækningen der betjenes af to linjer er køreplanen lagt, så der kommer en sporvogn hvert femte minut. Dette er en del af Ruters koncept med "rullende fortov". På linje 12 er der forstærket drift mellem Majorstuen og Dronningens gate om aftenen og hele søndag. På linje 13 betjenes strækningen mellem Bekkestua og Lilleaker kun af hver anden vogn i dagtimerne mandag-lørdag. På linje 19 betjenes strækningen mellem Majorstuen og Nationaltheatret ligeledes kun af hver anden vogn i dagtimerne mandag-lørdag.

## Historie
I 1868 fremlagde ingeniøren Jens P. Vogt planer for en hestesporvej i Oslo, dengang Kristiania, men fik afslag, fordi man anslog, at den ville forhindre den almindelige færdsel i de smalle gader. Marinekaptajn H. Muller fremkom også med planer om sporveje men ville drive dem med dampsporvogne, da gaderne var for stejle til hestesporvogne. Forslagene blev ikke omsat i praksis, men de medførte en diskussion, der fortsatte i de følgende år. Det førte til, at myndighederne gav tilladelse til at bygge en sporvej i 1874, hvorefter Kristiania Sporveisselskab blev grundlagt 2. oktober 1874 med driftsstart 6. oktober 1875. De første linjer, der blev trafikeret af hestesporvogne, gik fra Stortorvet til Homansbyen, Vestbanestasjonen og Gamlebyen, der dengang hed Oslo.
I 1894 etablerede Kristiania Elektriske Sporvei ("Blåtrikken") Skandinaviens første elektriske sporvejslinje, Briskebylinjen, fra Jernbanetorget over Briskeby til Majorstuen, og med sidelinje til Skarpsno. I 1899 begyndte Kristiania Sporveisselskab ("Grøntrikken") at omstille sine linjer til elektrisk drift, og året efter kørte den sidste hestesporvogn i Oslo på Gamlebylinjen. Desuden etablerede kommunen et eget selskab i 1899, Kristiania Kommunale Sporveie, der anlagde elektriske sporveje fra Akersgata til Sagene og Rodeløkka og senere også fra Tollbugata til Vippetangen. De kommunale sporveje blev overtaget af Kristiania Sporveisselskab i 1905. I 1910 indførtes der linjenumre. 
I 1924 udløb de to sporvejsselskabers koncessioner, og kommunen benyttede sin indløsningsret til at overtage sporvejene og samle dem i det kommunalt ejede Kristiania Sporveier. Året efter skiftede byen navn til Oslo, og selskabet skiftede tilsvarende navn til Oslo Sporveier. Både før og efter skete der løbende udvidelser af nettet med nye sporveje og forstadsbaner, så det i 1939 nåede sit højdepunkt med åbningen af Sinsenlinjen.
I 1960 vedtog kommunalbestyrelsen en gradvis nedlæggelse af sporvejene i byen og frem til 1968 erstattedes en række strækninger af busser, mens et par forstadsstrækninger i øst omstilledes til T-bane i 1966-1967. Beslutningen om nedlæggelse blev ophævet i 1977, og i de følgende år moderniseredes i stedet med nye sporvogne og indførelse af enmandsbetjening. Efterfølgende er der sket et par udvidelser af sporvejsnettet med Vikalinjen i 1995 og forlængelse af Ullevål hageby-linjen til Rikshospitalet i 1999, mens en rest af Sagene ring modsat blev nedlagt i 1998. Fra 2007 til 2014 blev Lilleakerbanen påvirket af opgraderingen af T-banen Kolsåsbanen med forlængelser og forkortelser, indtil den fik endelig endestation i Bekkestua.
På det organisatoriske plan blev Oslo Sporveier og Stor-Oslo Lokaltrafikk slået sammen til trafikselskabet Ruter i 2008, idet infrastruktur, drift og materiel blev skilt ud i det, der efter nogle navneskift nu hedder hhv. Sporveien, Sporveien Trikken og Oslo Vognselskap.
I 2014/2015 blev der lagt spor i Dronning Eufemias gate til den kommende Bjørviklinja, der dog først blev færdiggjort i 2020. I mellemtiden gik man i 2015 i gang med at samle sporvejssporene i den tilstødende Prinsens gate, så den kan trafikeres i begge retninger i stedet for som hidtil med vestgående sporvogne i Prinsens gate og østgående i den parallelle Tollbugata. Omlægningen er en del af kommunens planer for fordelingen af teafikken i de øst-vestgående gader i Kvadraturen, hvor Prinsens gate kun skal trafikeres af sporvogne, busserne skal køre ad Tollbugata og cyklerne ad Rådhusgata.

### Fremtid
På længere sigt kan en række udvidelser komme på tale. I Ruters strategi for 2010-2030 fra 2009 nævntes at følgende udvidelser skulle undersøges:
- 3 km fra Sinsen til Tonsenhagen via Aker sykehus, Bjerkebanen og Årvoll.
- 0,8 km fra Ljabru til Hauketo.
- 0,9 km mellem Thune og Frogner plass for at forbinde Skøyen og Majorstuen uden skift på Solli plass.
- 1,1 km langs Ring 2 fra Majorstuen til Ullevål sykehus og videre herfra langs Ring 2 der fortsætter yderligere 5 km til Lodalen via Sagene, Torshov, Tøyen og Kampen.
- 3 km fra Lilleaker til Fornebu via Lysaker.
- 2 km fra Oslo S til Rådhusplassen via Vippetangen.
- 2-4 km fra Nationaltheatret til Bygdøy Allé via Filipstad.

## Materiel
Sporvejene råder over 40 sporvogne af typen SL-79 (nr. 101-140) og 32 af typen SL-95 (nr. 141-172), der ejes af Oslo Vognselskap AS.
SL-79 (forkortelse for Sporvogn Led, bestilt i 1979) er de ældre ledvogne. De har kun førerplads i den ene ende og kan derfor ikke benyttes på Ullevål hageby-linjen til Rikshospitalet, da der ikke er nogen vendesløjfe der (den tidligere endestation på John Colletts plass har dog en). Vognene blev leveret i to serier med de første 25, SL-79/I, i 1982 og de sidste 15, SL-79/II, i 1989. De to serier ligner hinanden forholdsvis meget, om end SL-79/II har et lidt anderledes inreriør, ligesom der er nogle mindre tekniske forskelle. Derudover blev SL-79/I bygget med en enkelt bagdør i venstre side, der mangler på SL-79/II. De først 10 vogne blev produceret af Düwag i Düsseldorf, mens Strømmens Værksted (EB Strømmens Verksted fra 1988) stod for resten. Vognene har 71 siddepladser og 92 ståpladser. 
SL-95 (forkortelse for Sporvogn Led, bestilt i 1995) er en større og tungere type ledvogn produceret af Ansaldo/Firema (nu AnsaldoBreda) i Italien. Vognene kan ikke benyttes på linjerne til Majorstuen, fordi enkelte kurver i Homansbyen er for snævre, og fordi der nogle steder er for lidt plads mellem sporene. Der er dog planer om at udbedre sporene, så vognene kan benyttes på hele sporvejsnettet. Sporvognene er udstyret med lavt gulv ved alle døre undtagen fordørene. De er desuden bygget til at kunne køre begge veje med førerplads i begge ender, døre på begge sider og sæder der vender mod hinanden. Vognene har 88 siddepladser og 124 ståpladser.
SL-79 er ved at have opnået sin forventede tid i drift, og SL-95 har store tekniske problemer. Der arbejdes derfor med anskaffelse af nye sporvogne, SL-18, der forventes leveret i 2021-2024..

## Eksterne lenker
- Wikimedia Commons har flere filer relateret til Oslos sporveje
- Ruters hjemmeside